# Domenico Cotugno
Domenico Cotugno (Ruvo di Puglia, 29 gennaio 1736 – Napoli, 6 ottobre 1822) è stato un medico, anatomista e chirurgo italiano, soprannominato "l'Ippocrate napoletano".
Durante gli ultimi anni della sua vita era così famoso che si diceva che a Napoli “nessuno poteva morire senza il suo permesso”.
È considerato uno dei padri della medicina moderna.

## Biografia
Figlio di Michele e Chiara Assalemi si sa ben poco della sua infanzia: proveniva da una famiglia di modesti agricoltori di Ruvo di Puglia, fu accudito da una sorella della madre e familiarizzò con un cappuccino, frate Paolo, che lo aiutò nei primi anni di formazione, soprattutto presso il Seminario vescovile di Molfetta. Una volta ritornato a casa, si dedicò, per lo più da autodidatta, alla matematica e alla filosofia. La preparazione che ricevette nella cittadina natale fu prettamente umanistica e limitata a poche conoscenze scientifiche, anche se nel frattempo crebbe in lui la passione per le scienze naturali e per la medicina: è noto che, non potendo effettuare osservazioni dirette sui cadaveri, studiasse l'anatomia sugli animali che egli stesso sezionava.
All'età di 16 anni si trasferì a Napoli, dove fu introdotto alla fisica e alla medicina, e da allora Cotugno non ritornò più nella cittadina pugliese. Nella città campana conobbe Antonio Genovesi, il quale lodò il giovane per «la bella scoverta degli acquedotti dell'orecchio». La stima era reciproca, in quanto Cotugno seguì la strada indicata dal filosofo di Castiglione: abbandonare le «sottigliezze» e la «ciarleria» per recuperare il valore pratico delle scienze. Dal 1754 divenne prima assistente poi medico dell'Ospedale degli Incurabili, che fu la sua vera palestra di sperimentazione medico-scientifica, dove sostituì il titolare di chirurgia, ammalato. Tale esperienza gli fornì l'occasione di sperimentare lo stretto legame tra anatomia e chirurgia.
Conseguita la laurea presso la Scuola medica salernitana nel 1756, incominciò ad impartire lezioni private di medicina, prima di tentare dei concorsi per l'insegnamento universitario, in particolare presso l'ateneo di Napoli. Qui, nel 1758, fu associato alla cattedra di notomia (anatomia descrittiva e patologica), della quale più tardi, appena trentenne, nel 1766, ottenne la titolarità. Ciò avvenne un anno dopo il suo viaggio, di circa tre mesi, per l'Italia. Del viaggio ha lasciato testimonianza nell'Iter Italicum Patavinum, che non è un insieme di considerazioni scientifiche ma un diario fatto di descrizioni paesaggistiche e vicende umane toccanti. Nell'opera non compaiono i motivi della sua peregrinazione, che però possono essere facilmente intuiti: il desiderio di conoscere nuove realtà geografiche e culturali, di lasciare la capitale dopo l'epidemia del 1764 a cui Cotugno aveva partecipato di persona e di incontrare gli scienziati che avevano discusso le sue teorie. A Roma visitò i principali monumenti con un accompagnatore, l'anatomista Natale Saliceti, dal quale volle sapere i particolari della vita di Giovanni Maria Lancisi. In effetti le caratteristiche delineate da Saliceti rappresentavano la figura ideale di medico professata da Cotugno: stare nelle grazie del Principe, occuparsi di studi difficili, essere amato da tutti ma, al contempo, non amare nessuno.
A Bologna incontrò gli accademici del posto, mentre a Padova conobbe Giovanni Battista Morgagni. Sul celebre medico forlivese, una volta rientrato a Napoli, scrisse: «Egli è un uomo quanto savio tanto d'ottimo cuore, e sono a lui vivamente obligato, e lo sarò eternamente per le vere dimostrazioni d'amicizia, e cordialità che mi ha date».
A Venezia s'incontrò con l'abate Stella, il quale descrisse a un Cotugno scettico le sue capacità di curare il mal di petto, facilitare il parto e rinvigorire le forze vitali. Ma, nella descrizione di quest'incontro, è come se il medico di Ruvo volesse evidenziare la differenza tra le cure fondate sulla conoscenza scientifica e quelle fondate sui miracoli dei ciarlatani. L'ultima tappa del viaggio fu Firenze.
Nel 1781, quando Anton Mario Lorgna decise di ampliare l'Accademia dei XL, fu incluso anche Cotugno. Originariamente non era compreso nel progetto e la scarsa presenza degli scienziati del Meridione era confermata dai primi scritti della società, tutti di autori di area centro-settentrionale. Ma Anton Mario Lorgna era convinto della necessità di coinvolgere scienziati di ogni parte del Paese, polemizzando con quanti volessero sceglierli esclusivamente nel Veneto. In questi anni Cotugno effettuò due viaggi importanti: il primo in Italia e il secondo tra Austria e Germania, divenendo medico di corte al seguito di re Ferdinando IV di Napoli. Mentre non si hanno notizie sul nuovo viaggio nella Penisola, ci sono numerosi documenti sul soggiorno tedesco. A Roma ebbe in cura nobili, cardinali, frequentò uomini di cultura e ottenne una lunga udienza dal Papa. La sua fama toccò l'apice durante il viaggio a Vienna: fece parte del seguito reale a causa dell'improvvisa malattia di Giuseppe Vairo, medico di camera e suo amico. Ha lasciato egli stesso un resoconto del viaggio, l'Iter Germanicum, un'opera che denota il carattere pragmatico di Cotugno nell'interesse per l'agricoltura e per le sue connessioni con la medicina. La nomina di Cotugno a medico di camera ebbe vasta risonanza a Napoli, da dove gli arrivarono congratulazioni e richieste di raccomandazioni. Nel 1794 si sposò con Ippolita Ruffo, vedova del duca Francesco di Bagnara, «un matrimonio che sembrava però rispondere più a esigenze sociali (il suo ingresso a Corte), che ad altre necessità». Da qui la scelta di una donna appartenente a una delle più antiche e illustri famiglie napoletane. Cotugno era sempre rimasto in contatto con i suoi parenti di Ruvo di Puglia, ma l'arrivo della moglie ruppe questo equilibrio. Non bisogna meravigliarsi perciò se i rapporti tra lei e i parenti di Cotugno non fossero buoni e se alla morte dello scienziato si dovesse ricorrere al tribunale per l'eredità.
Cotugno nei suoi numerosi viaggi aveva sempre manifestato interesse per ospedali, biblioteche e musei e si prefissò di allineare Napoli alle grandi città europee, ma i progetti intrapresi si interruppero dopo la Rivoluzione del 1799 per la mancanza di un vero e proprio piano di riforma dello Stato. Ciò che mancò fu la consapevolezza che la scienza avesse bisogno non di rari interventi ma di finanziamenti e riforme riguardanti ogni settore della vita pubblica. In particolare bisognava dare più spazio alle arti applicate, alla tecnica, più che alle scienze pure, per formare cittadini laboriosi nei vari campi della vita civile. A tale scopo venne fondato un Istituto a cui erano collegate tutte le società economiche delle province e del quale Cotugno divenne presidente fino al 1808, anno in cui fu nominato censore della classe di storia naturale.
A Napoli, dove diede inizio a misure profilattiche contro la tubercolosi, fu Decano della facoltà di medicina, rettore della medesima università partenopea, introducendo l'esame di fisica e stabilendo l'incompatibilità tra la professione del medico e quella del farmacista, e proto-medico generale del Regno delle Due Sicilie, carica che consisteva nell'attribuire privilegi per l'esercizio della professione a medici, chirurghi e altri del settore. In particolare per poter effettuare meglio i controlli in tutto il Regno, il 16 dicembre 1815, periodo in cui era scoppiata una pestilenza in Puglia, propose l'istituzione in ogni provincia di una Commissione dipendente dal Protomedicato generale. Nella sua attività Cotugno fu un sostenitore non solo della professionalità di coloro che operavano in campo sanitario, ma anche della loro correttezza. Infatti non a caso uno degli ultimi atti di Cotugno Protomedico fu un severo rimprovero a un tale Francesco Boccalino, dentista, che per procurarsi clienti aveva fatto ricorso persino a uno spettacolo di marionette. Nel 1811 il ministro Giuseppe Zurlo approvò il Ricettario Farmaceutico napoletano, un codice contenente la descrizione di rimedi semplici e composti e i prezzi dei vari medicamenti, al quale diede un apporto decisivo proprio Cotugno.
Fu, inoltre, socio di numerose accademie, italiane e straniere, quali quella di Copenaghen o quella medico-cerusica di Napoli, nonché consigliere di Stato. In particolare nell'Accademia delle Scienze e Belle Lettere ebbe un ruolo centrale nel miglioramento delle condizioni igieniche della capitale: i medici dovevano spostare il loro interesse scientifico, umano e professionale dalle malattie dei singoli a quelle della collettività. Fu pure membro della Massoneria.

## L'attività scientifica

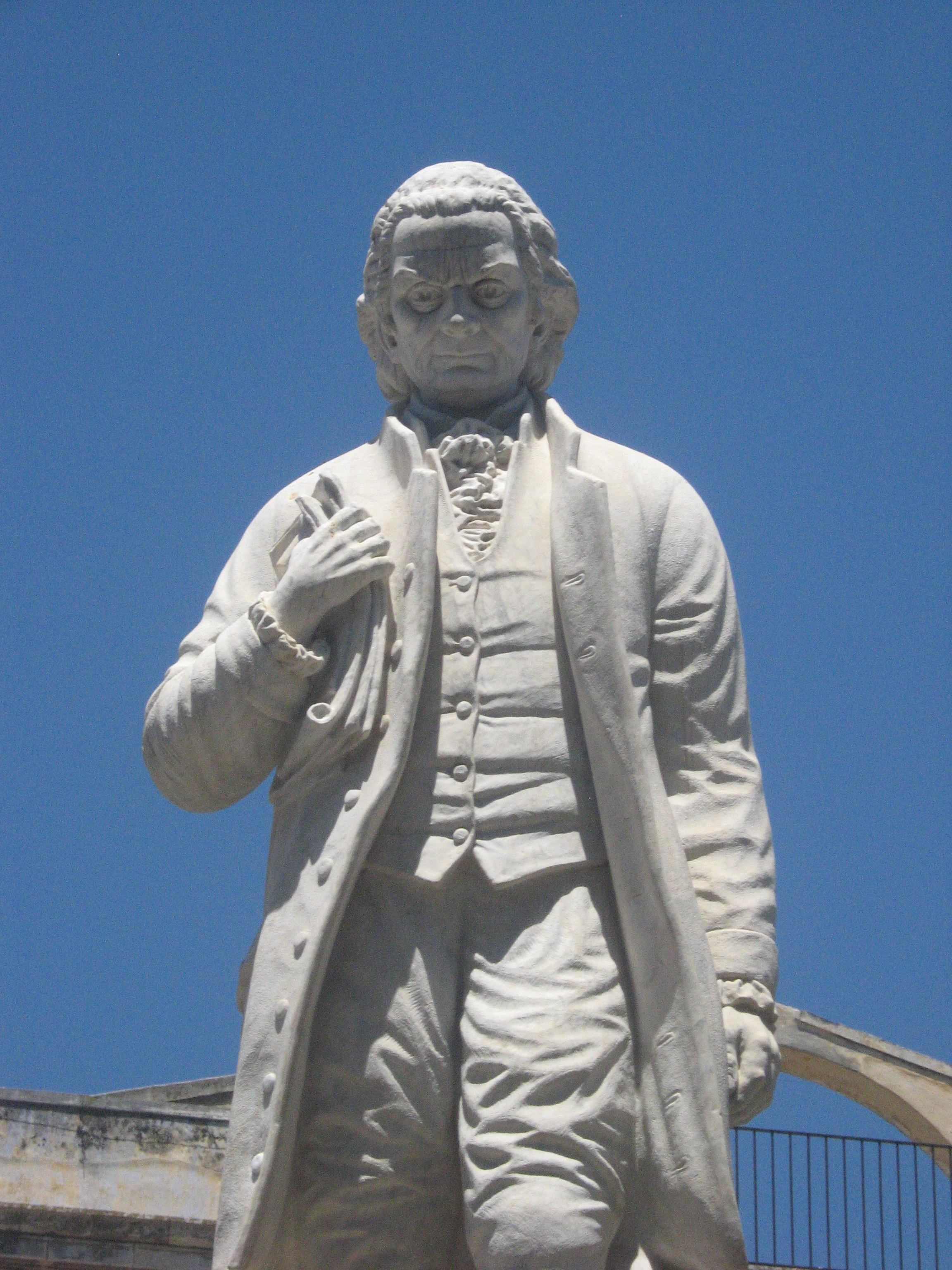
Monumento di Domenico Cotugno in piazza Cavallotti a Ruvo di Puglia

Domenico Cotugno fu protagonista di importanti scoperte neurologiche, grazie a un'intensa attività clinica e anatomica, e fin dall'inizio mostrò i suoi interessi per l'anatomia sottile, cioè la ricerca dei piccoli e nascosti meccanismi che compongono il nostro organismo. In tutte le sue indagini egli seguì il metodo indicato nella sua prima opera: mostrare la natura delle cose così come gli era apparsa non una o due volte, ma centinaia di volte, nell'esame dei cadaveri.
Nel De aquaeductibus auris humanae internae (1761) descrisse per primo il nervo naso-palatino, gli acquedotti del vestibolo e della chiocciola dell'orecchio interno, dimostrando inoltre che il labirinto era pieno di liquido e privo di aria, come invece stabiliva una teoria secolare risalente ad Aristotele. Cotugno dimostrò che il suono si poteva propagare anche nei liquidi: nel vestibolo c'è un umore, il liquido endolabirintico. Ebbe il sostegno di varie personalità, tra cui il ricordato Giovan Battista Morgagni, ma incontrò numerose obiezioni, in primis quella dei membri dell'Accademia delle Scienze di Bologna, i quali sostenevano che la linfa fosse un elemento patologico e che non si potesse provare che l'orecchio contenesse del liquido; anzi sembrava impossibile che potesse racchiudere l'elevata quantità di liquido indicata da Cotugno.
Nel De ischiade nervosa commentarius (1764) descrisse le cause e la sede della sciatica, provocata da un'infiammazione del nervo sciatico per una sostanza acida proveniente dalla cavità cranica o spinale, e il liquido cefalorachidiano (detto anche, in suo onore, liquor Cotumnii); riconobbe inoltre la presenza di albumina nelle urine dei nefritici e nella seconda parte dell'opera dedicò ampio spazio ai rimedi terapeutici, quali incisioni e salassi. Il libro venne pubblicato in ritardo a causa della febbre epidemica che colpì il Regno nel periodo estivo. Cotugno fece parte dei medici incaricati di fronteggiare l'epidemia e pose l'esigenza di differenziare le singole febbri con la necessità di usare cure specifiche.
La maggior parte di queste scoperte era stata compiuta prima che compisse 20 anni; ma il "De ischiade", non essendo in contrasto con i dettami dell'anatomia classica, non scatenò la bufera della prima opera.
Secondo Benedetto Croce, Cotugno potrebbe essere stato il vero autore del celebre trattato Delle virtù e dei premi (il secondo del suo genere dopo Dei delitti e delle pene di Cesare Beccaria) che, uscito anonimo nel 1766, fu ristampato l'anno seguente, anche in francese, recando come autore il giurista aquilano Giacinto Dragonetti e a questi sempre attribuito.
Cotugno si interessò alla polemica sulla teoria di Albrecht von Haller sull'"irritabilità", proprietà specifica delle fibre muscolari, e sulla sensibilità, proprietà specifica delle sole fibre nervose. Mentre entrambe si manifestano dopo uno stimolo solo la seconda provoca evidenti sofferenze. I contrasti sorsero nello stabilire le parti del corpo dotate dell'"irritabilità", individuate da Haller nel glutine delle fibre muscolari. Per gli halleriani mentre non si poteva conoscere la causa precisa di questo fenomeno, come avveniva per altri fenomeni fisici, la sua localizzazione era certa. Gli oppositori di questa teoria sostenevano che ciò fosse tutt'altro che scontato in quanto il glutine era presente in altre parti del corpo non dotate di "irritabilità".
Cotugno non era propenso ad accettare in blocco la teoria e a considerlarla come un nuovo fondamento della medicina. Egli non scrisse nulla di specifico sull'argomento ma affermò la presenza di nervi sulla dura madre in una Epistola anatomica prima ad amicum de nervis ad aurem pertinentibus. Albrecht von Haller contestò tale scoperta affermando che in realtà il filamento osservato da Cotugno non era un nervo, bensì un'arteria e perciò la dura madre era priva di sensibilità. Le posizioni dei due scienziati erano nettamente differenti: Haller negava, sbagliando, l'esistenza del liquido cefalo-rachidiano indicata da Cotugno e l'innervazione della dura madre.
Nel 1769 pubblicò la sua terza opera fondamentale, il De sedibus variolarum syntagma, un'indagine sul vaiolo: egli sosteneva che la sede fosse la cute esposta all'aria e che vi fosse la necessità di trovare rimedi specifici, rigettando per esempio la cura tradizionale dei bagni caldi. Descrisse la storia di persone di diverse condizioni sociali con il linguaggio oggettivo della scienza ma senza perdere di vista il lato umano dei malati. La parte più importante è il sostegno all'inoculazione che lo avrebbe portato, in seguito, ad appoggiare la vaccinazione jenneriana.
Nel 1778 pubblicò il De animorum ad optimum disciplinam praeparatione in cui delineava in un periodo di crisi una figura d'intellettuale che non si facesse sopraffare, attraverso la ragione, dalle lusinghe della fantasia e dei piaceri. Volle delineare i rapporti tra conoscenza e morale in un momento in cui lo Stato stava rivoluzionando le istituzioni culturali. La formazione dei giovani non era solo un accumulo di conoscenze ma un cambiamento di mentalità e di costume. Mentre Giambattista Vico proponeva di istruire i giovani con la matematica e con la fisica, Cotugno sosteneva la meditazione, che non aveva alcuna valenza mistica ma derivava dall'osservazione anatomica sul cervello.
Nel 1772 esce, infine, il Dello spirito della medicina in cui Cotugno voleva indagare le ragioni che avevano portato la medicina a non produrre "buone e utili conoscenze". Cotugno riteneva che gli studenti dovessero liberarsi dalla soggezione nei confronti dei maestri e così esortava gli alunni dell'ospedale degli Incurabili affinché si affidassero all'osservazione della natura: «Ecco qual debba essere il vostro studio, la vostra applicazione, la vostra industria; non istancarvi mai di vederla, di conoscerla, d'ascoltarla. Le sue voci son mute, ma efficaci. Chi si familiarizza seco lei, diviene sacerdote suo vero». Secondo lui era necessario che gli studenti entrassero subito negli ospedali e nei laboratori: «La medicina non è una scienza, è solo una cognizione...l'ha prodotta e presentata la sola natura». Cotugno sosteneva che i medici dovessero abbandonare la presunzione di conoscere le cause ultime dei fenomeni poiché ciò generava l'epoca più infelice della medicina.

## Riconoscimenti

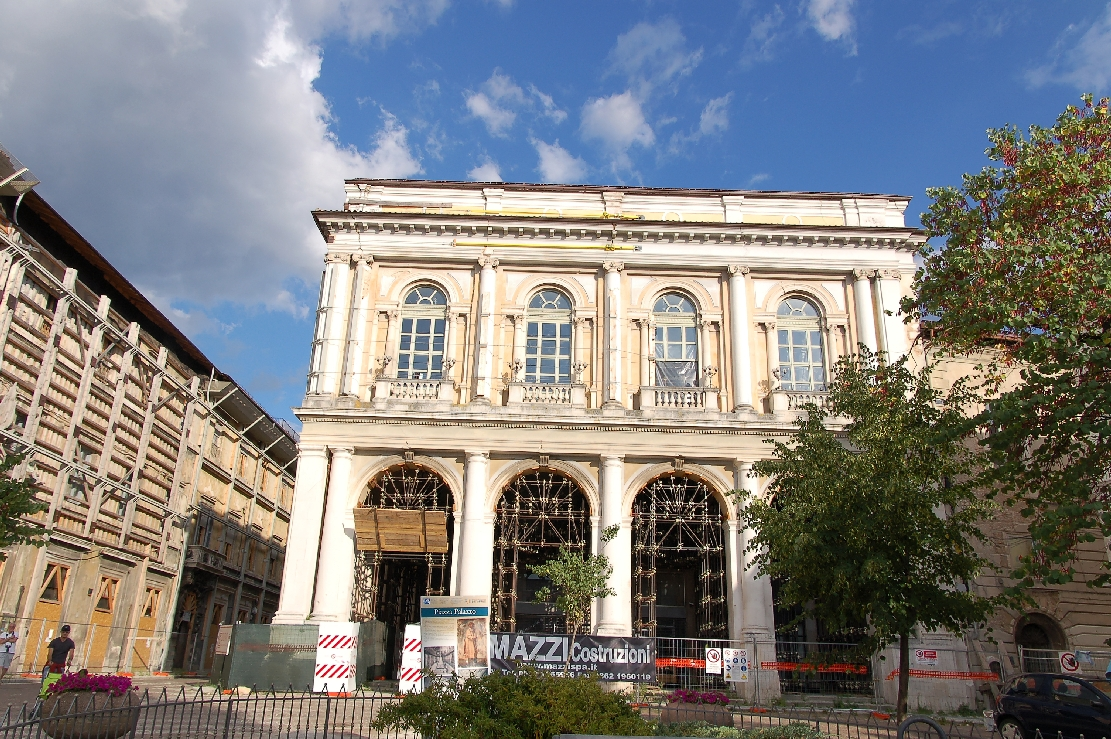
La sede storica della biblioteca provinciale aquilana, complesso del Convitto nazionale dell'Aquila, intitolato a Cotugno

La città di Napoli gli ha intitolato un ospedale in cui si curano le malattie infettive, mentre l'Ospedale degli Incurabili, cui Cotugno aveva disposto un lascito, conserva un suo busto. All'Aquila gli è stato intitolato il liceo classico Domenico Cotugno, mentre a Ruvo di Puglia, sua città natale, gli è stata intestata una scuola secondaria di primo grado.

## Pubblicazioni

De aquaeductibus auris humanae internae anatomica dissertatio, 1775

### In vita
- De acquaeductibus auris humanae internae anatomica dissertatio, ex typ. Simoniana, Neapoli 1761 (poi Viennae 1774, Bononiae 1775 e ss.).
- De ischiade nervosa commentarius, apud fratres Simonios, Neapoli 1764 (nuova ediz. Carpi 1768 e ss.).
- De sedibus variolarum syntagma, apud fratres Simonios 1769 (poi Bononiae 1775 e ss.).
- A treatise on the nervous sciatica, or nervous hip gout, ed. in inglese, Londra 1775 (online).
- De animorum ad optimam disciplinam praeparatione oratio, ex typ. simoniiana, Neapoli 1778.
- Dello spirito della medicina, Tip. Morelli, Napoli 1783.

### Postume
- Opuscula medica, 2 voll., Neapoli, ex Officina Bibliographica et Typographica, 1826-1827.
- Opera posthuma, 4 voll., a cura di Pietro Ruggiero, Tramater, Napoli 1830-1832.
- Due consulti inediti: tratti dai manoscritti della libreria Guzzoni, Lana, Fano 1852.
- Alcuni scritti inediti [di argomento medico], a cura di D. Cirillo, Tip. Nistri, Pisa 1890.
- Iter italicum anni 1765, edito da L. Belloni, Istituto Lombardo di Scienze e Lettere, Milano 1960.
- Opere, antologia a cura di A. Iurilli, con commento di R.M. Rossini, Lacaita, Manduria 1986.

### Tradotte dal latino
- Commentario sulla sciatica nervosa, recato in italiano da F. Morlicchio, Vico S. Girolamo ed., Napoli 1860.
- Dissertazione anatomica degli acquedotti dell'orecchio interno dell'uomo, trad. di V. Mangano, Pozzi, Roma 1932.
- Intorno agli acquedotti dell'orecchio interno umano, versione di L. Ricciardi-Mitolo, Trizio, Bari 1951.
- De ischiade nervosa commentarius, traduz. e cura di D. Lassandro, Cacucci, Bari 1983.

### Lettere e documenti
- Per la storia dell'anatomia dell'orecchio. Lettere inedite di Domenico Cotugno e di Leopoldo Marcantonio Caldani, a cura di G. Bilancioni, Stab. tip. Testa, Biella 1915.
- Lettere del 1761 fra D. Cotugno e G.B. Morgagni, a cura di L. Belloni, in «Physis», XII (1970), pp. 415–423.
- Domenico Cotugno: documenti d'archivio 1766-1833, a cura di A. Borrelli, La città del sole, Napoli 1997.